# 黑麗脂鯉
黑麗脂鯉，為輻鰭魚綱脂鯉目脂鯉亞目脂鯉科的其中一個種，為熱帶淡水魚，分布於南美洲巴西鑫谷河下游流域，棲息在底中層有遮蔽的岩石溪流，生活習性不明。

## 扩展阅读
維基物種上的相關：黑麗脂鯉